# Parijse metrolijn 5
De Parijse metrolijn 5 is een metrolijn in het Parijse metronetwerk die de randgemeente Bobigny (Seine-Saint-Denis) in het noordoosten via de Parijse binnenstad met het Place d'Italie in het zuiden van Parijs.
Metrolijn 5 wordt ook veel gebruikt door mensen die vanuit Nederland of België naar Zuid-Frankrijk of Spanje reizen, vanwege het ontbreken van een directe treinverbinding tussen het Gare du Nord, Gare de l'Est en het Gare d'Austerlitz.

## Geschiedenis
- november 1903 : aanvang van de werkzaamheden voor het spoorwegviaduct van het Gare d'Austerlitz naar de overzijde van de Seine
- 2 juni 1906 : indienststelling van het stuk van Gare d'Austerlitz (toen Gare d'Orléans genoemd) naar Place d'Italie
- 13 juli 1906 : oplevering van het spoorviaduct over de Seine en verlenging in noordelijke richting naar Quai de la Rapée (toen Place Mazas genoemd)
- 28 juli 1906 : verlenging richting het Gare de Lyon
- 17 december 1906 : sluiting van het baanvak Quai de la Rapée - Gare de Lyon en verlenging in noordelijke richting tot het station Jacques Bonsergent (toen: Lancry)
- 17 oktober 1907 : samenvoeging met lijn 2 zuid. De lijn volgde op dat moment het huidige traject van lijn 6 tussen Place d'Italie en Charles de Gaulle-Étoile (toen: Étoile)
- 15 november 1907 : verlenging tot aan Gare du Nord
- 6 oktober 1942 : het baanvak Place d'Italie - Charles de Gaulle-Étoile wordt overgenomen door lijn 6. Het zuidelijke eindstation van lijn 5 is voortaan Place d'Italie.
- 12 oktober 1942 : het noordelijke eindpunt wordt verplaatst naar Église de Pantin
- 25 april 1985 : de lijn bereikt zijn huidige lengte door de verlenging richting Bobigny-Pablo Picasso

## Stations en tracé
Lijn 5 is in totaal 14,6 km lang en heeft 22 stations, die gemiddeld 695 meter van elkaar af liggen. De afstand tussen twee stations is bijna altijd kleiner, de afstand van 695 meter wordt vooral gehaald door de afstand tussen de haltes Bobigny - Pablo Picasso en Bobigny - Pantin - Raymond Queneau, die 2426 meter uit elkaar liggen. Het traject doorsnijdt drie gemeenten (Parijs, Pantin en Bobigny). Bij het noordelijke eindpunt, Bobigny-Pablo Picasso, bevindt zich een onderhoudswerkplaats die ook gebruikt wordt voor het onderhoud van tramlijn 1.
Bobigny - Pablo Picasso · 
Bobigny - Pantin - Raymond Queneau · 
Église de Pantin · 
Hoche · 
Porte de Pantin · 
Ourcq · 
Laumière · 
Jaurès · 
Stalingrad · 
Gare du Nord · 
Gare de l'Est · 
Jacques Bonsergent · 
République · 
Oberkampf · 
Richard-Lenoir · 
Bréguet - Sabin · 
Bastille · 
Quai de la Rapée · 
Gare d'Austerlitz · 
Saint-Marcel · 
Campo-Formio · 
Place d'Italie